# مالا سکالا
مالا سکالا (به چکی: Malá Skála) یک منطقهٔ مسکونی در جمهوری چک است که در ناحیه یابلونتس ناد نیسوو واقع شده‌است.